# Clash of the Titans (2010)
Clash of the Titans is een Amerikaanse stereoscopische film uit 2010 van regisseur Louis Leterrier. De hoofdrollen worden vertolkt door Sam Worthington, Liam Neeson, Ralph Fiennes, Alexa Davalos en Gemma Arterton. De film is een nieuwe versie van de gelijknamige film uit 1981.

## Verhaal
Perseus is de zoon van de god Zeus en de sterveling Danaë. Hij wordt met zijn moeder Danaë in een kist in zee gegooid door Akrisios omdat Zeus de liefde bedreef met Danaë in de vorm van Akrisios, omdat deze zelf Zeus had beledigd. Perseus blijft leven in de kist terwijl zijn moeder sterft. Een visser, Spyros, haalt de kist uit het water en ontdekt de baby Perseus. Hij adopteert Perseus samen met zijn vrouw alsof het hun eigen kind is. Perseus groeit op tot een sterke man, een goede visser. Op een dag, als ze naar het standbeeld van Zeus gaan om hem te aanbidden, zien ze dat soldaten van Argos het beeld omhakken en in zee gooien. Ze verklaren de goden de oorlog. Als antwoord hierop komt Hades in de vorm van een paar Harpijen om de soldaten te doden. Als de Harpijen bijeen komen en het lichaam van Hades vormen, duikt hij boven op het schip van Perseus en zijn ouders. Het schip zinkt terwijl Spyros, diens vrouw en hun dochtertje er nog in zitten, Perseus stond op het dek. Hij probeert het drietal nog tevergeefs te redden. Hij komt boven op een stuk wrakhout van hun schip, waarop de overlevende soldaten hem vinden en meenemen naar Argos.
Daar vergelijken koning Cepheus en koningin Cassiopeia hun dochter Andromeda met de schoonheid van Aphrodite. Ze gaan zelfs nog verder door te zeggen dat Andromeda nog mooier is dan Aphrodite. Hierop komt Hades opnieuw, deze keer in de troonzaal van Argos. Hij laat Cassiopeia verschrompelen totdat ze heel lelijk is. Hij deelt ze mee dat ze prinses Andromeda moeten offeren om het weer goed te maken, of Argos wordt vernietigd. Hij sleurt de overlevende soldaten naar de onderwereld, maar deze aanval heeft geen effect op Perseus. Hierop realiseren de goden zich dat er een halfgod in Argos moet zijn. Perseus wordt door Cepheus ondervraagd over wat hij weet en of hij iets tegen Hades kan doen. Perseus weet hier niets van en hij wordt opgesloten. In de gevangenis krijgt Perseus bezoek van Io, die hem vertelt wie zijn vader is en hoe het komt dat hij een halfgod is. Hierop roept Perseus een aantal sterke soldaten die hem vrijlaten, op voorwaarde dat hij met ze meegaat om Hades te verslaan. De soldaten staan hem bij in deze missie vol monsters en gevaren.

## Rolverdeling

#### Stervelingen
- Sam Worthington: Perseus
  - Otto Farrant: Jonge Perseus (onvermeld)
- Alexa Davalos: Prinses Andromeda
- Pete Postlethwaite: Spyros, adoptievader Perseus
- Elizabeth McGovern: Marmara, adoptiemoeder Perseus
- Sinead Michael: Tekla, stiefzusje Perseus
- Jason Flemyng: Akrisios / Calibos
- Mads Mikkelsen: Draco
- Nicholas Hoult: Eusebios
- Liam Cunningham: Solon
- Hans Matheson: Ixas
- Rory McCann: Belo
- Luke Treadaway: Prokopion, aanvoerder Hades-sekte
- Vincent Regan: Koning Cepheus
- Polly Walker: Koningin Cassiopeia
- Kaya Scodelario: Peshet
- Ashraf Barhom: Ozal
- Mouloud Achour: Kucuk
- William Houston: Ammon
- Tine Stapelfeldt: Danaë

#### Griekse goden en mythologische wezens
- Liam Neeson: Zeus
- Ralph Fiennes: Hades
- Gemma Arterton: Io
- Danny Huston: Poseidon
- Izabella Miko: Athena
- Ian Whyte: Sjeik Suleiman, leider van de Djinn
- Luke Evans: Apollo
- Jane March: Hestia
- Nina Young: Hera
- Alexander Siddig: Hermes
- Agyness Deyn: Aphrodite
- Tamer Hassan: Ares
- Nathalie Cox: Artemis
- Paul Kynman: Hephaestus
- Charlotte Comer: Demeter

- Graham Hughes, Robin Berry en Ross Mullan: Stygiaanse Heksen
- Natalia Vodianova: Medusa
- Louis Leterrier: De Kraken (onvermeld)
- Paul Warren: Charons verloren ziel (onvermeld)

#### Creaturen
- Harpijen
- Pegasus
- Scorpiochs (monsterlijke reuzenschorpioenen)
- Bubo, de mechanische uil (cameo)

## Productie
In 2002 werden de eerste plannen voor een nieuwe verfilming van Clash of the Titans ontwikkeld. Verschillende scenaristen namen het project onder handen, maar door meningsverschillen tussen de producenten en de scenarioschrijvers onderling werd de nieuwe versie op de lange baan geschoven. In 2007 leek er schot in de zaak te komen toen regisseur Stephen Norrington zijn interesse toonde. Uiteindelijk besloot Norrington om toch niet te regisseren, omdat hij zichzelf niet de geschikte persoon vond voor de film. Clash of the Titans was geen film waar hij als klein kind mee was opgegroeid, hetgeen wel het geval was voor de Franse filmmaker Louis Leterrier.
Omstreeks juni 2008 nam Leterrier de plaats in van Norrington. De Fransman had ervaring met films die beschikken over een groot budget. Eerder had hij al het kassucces The Incredible Hulk gemaakt. Volgens Leterrier was het einde van die film erg geïnspireerd door de Griekse mythologie, waarvan hij een fan is. Hij vergeleek in het kader van de film het universum van de striphelden meermaals met de Griekse mythologie.
Vervolgens werd het scenario geschreven en hoopte Leterrier op de medewerking van Ray Harryhausen, de producent en bedenker van de visuele effecten van de originele Clash of the Titans. Maar Harryhausen was destijds na de lancering van Clash of the Titans met pensioen gegaan en weigerde nog terug te keren. Leterrier ging vervolgens samen met Aaron Sims aan de slag. Sims had eerder al meegewerkt aan The Incredible Hulk. Samen creëerden ze heel wat monsters en andere wezens voor de film. Vooral Medusa bleek erg ingewikkeld te zijn. Op een gegeven ogenblik leek hun ontwerp zelfs op Voldemort, een personage uit de Harry Potter-reeks. Het was naar verluidt moeilijk om een origineel ontwerp te bedenken.
In april 2009 gingen in Londen de opnames van start. Nadien verhuisde de filmploeg naar Wales, de Canarische Eilanden (Tenerife), IJsland en Ethiopië. Oorspronkelijk zou de film in maart 2010 in de bioscoop verschijnen, maar door het succes van de stereofilm Avatar van James Cameron werd besloten om Clash of the Titans om te zetten in stereo. Hierdoor kon de film pas in april in de bioscoop verschijnen. Een degelijke omzetting van mono naar stereo in postproductie neemt volgens Cameron zo'n zes maanden in beslag, maar de makers van Clash of the Titans hadden er maar acht weken voor nodig. Hoewel films als Avatar in stereo gefilmd werden, is het niet ongebruikelijk om pas in postproductie de omzetting naar stereo te doen. Ook Alice in Wonderland van Tim Burton werd in mono gefilmd en pas nadien naar stereo omgezet. James Cameron, een voorstander van de stereotechnologie, is absoluut niet te vinden voor die techniek.

## Trivia
- Het muzieknummer dat in de trailer van de film gebruikt wordt, is "The Bird and the Worm" van The Used.
- James Woods wilde graag Hades vertolken. Die rol had hij in 1997 ook al ingesproken in de tekenfilm Hercules.
- De mechanische uil Bubo uit de originele Clash of the Titans was in 1981 een omstreden creatie van Ray Harryhausen. Volgens heel wat critici en kijkers waren de gelijkenissen tussen Bubo en R2-D2 te treffend om nog origineel genoemd te kunnen worden. R2-D2, de robot uit Star Wars, werd eind jaren 70 ontworpen. Volgens Harryhausen bestond het ontwerp van Bubo al langer. Regisseur Leterrier heeft gezorgd dat Bubo in de remake te zien is in een kleine cameo.
- Liam Neeson speelt een rol in de film omdat zijn zonen fan zijn van de Griekse mythologie.
- Het budget van de film bedroeg zo'n $70 miljoen, waarvan meer dan helft werd gespendeerd aan CGI.